# Атвотер (Минесота)
Атвотер (енгл. Atwater) град је у америчкој савезној држави Минесота.

## Демографија
По попису из 2010. године број становника је 1.133, што је 54 (5,0%) становника више него 2000. године.
| Група             | 2000.         | 2010.         |
| Белци             | 1.055 (97,8%) | 1.080 (95,3%) |
| Афроамериканци    | 1 (0,1%)      | 1 (0,1%)      |
| Азијати           | 2 (0,2%)      | 3 (0,3%)      |
| Хиспаноамериканци | 14 (1,3%)     | 45 (4,0%)     |
| Укупно            | 1.079         | 1.133         |